# Шахта-копанка

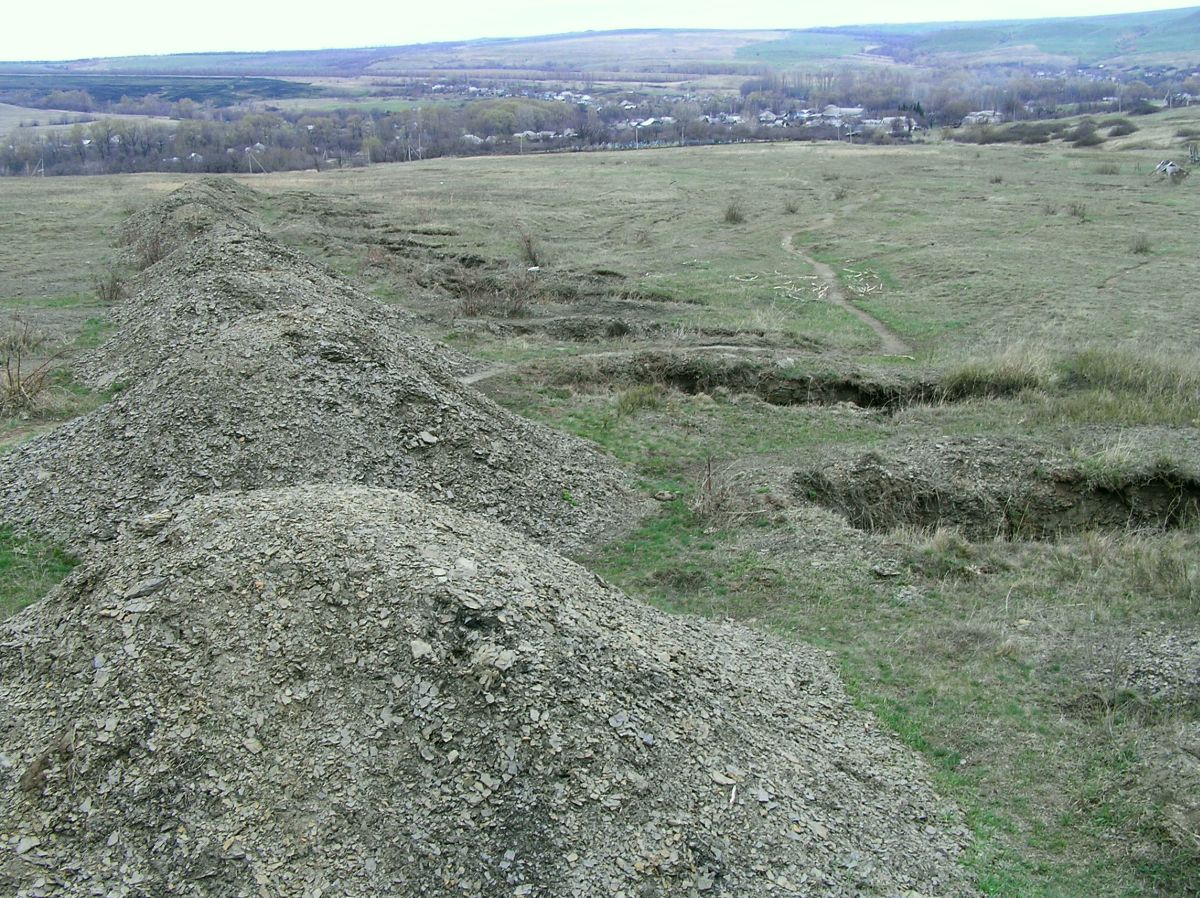
Іллірійський заказник, розвідочні шурфи під копанки

Ко́панка (від копа́ти — рити) — термін на позначення якогось об'єкту, що виник у результаті копання. У вуглепромислових регіонах набув такого значення — це покинута шахта, на якій ведеться нелегальне видобування вугілля, або просто нелегальна копальня.

## Історія виникнення
У 1990-х роках 20 століття у Луганській та Донецькій областях було закрито велику кількість шахт. Звільнені шахтарі не могли працевлаштуватися за фахом, тому згодом почали займатися нелегальним видобуванням вугілля. Для частини із них, робота в копанці стала чи не єдиним способом, щоб вижити та прогодувати сім'ю. За декілька років цей нелегальний промисел набув великого розмаху, хоча місцева влада заявляла про те, що контролює ситуацію.

## Географія
Найбільша кількість копанок у Луганській області розташована в Антрацитівському, Перевальському, Краснодонському та Лутугинському районах.

## Умови праці
Умови праці на копанках нелюдські, оплата невелика, ризик незрівнянно більший, ніж на будь-якій легальній шахті. Оскільки люди працюють в копанках нелегально, то в разі виникнення завалу у вибої і неможливості врятувати гірника, часом він залишається похованим там заживо. Як правило, такі шахтарі в міліції вважаються за зниклих безвісти.

## Врегулювання питання
Серйозну проблему становить процес «кришування» копанок із боку влади та міліції. Оскільки часом типовою картиною є регулярне транспортування нелегально видобутого вугілля вантажними автомобілями повз пости ДАІ, які не звертають на цей процес жодної уваги. У свою чергу луганська обласна влада відмовляється визнавати факт існування проблеми копанок у регіоні.
Із 2005 року Луганська облрада почала видавати дозволи на розробку надр приватним підприємцям. Це робилося з метою легалізації копанок. Із надією на те, що приватні підприємці вийдуть із тіні і почнуть організовувати роботу міні-шахт із дотриманням усіх норм безпеки праці. У 2011 році було видано понад 100 таких дозволів, а на 1 лютого 2012 зареєстровано 68 міні-шахт, із яких 14 не працюють.
У 2011 році в Луганській області зареєстровано 198 фактів незаконної розробки вугілля, вилучено 11 екскаваторів, 81 вантажний автомобіль, конфісковано 5 тис. тонн вугільної маси. За фактами порушено 149 кримінальних справ. За січень 2012 року на території області вже зареєстровано 11 фактів незаконного видобутку вугілля.
ГП «Свердловантрацит» продає ГП «Уголь України» з листопаду 2009 по лютий реалізовано на 180 млн грн. — 300 тис. тонн
У шахтарському сленгу копанки називають також норами.

## У кіно
Праця на шахтах-«копанках» зображена у фільмах «Смерть робітника» (2005), «Копанка номер 8» (2010) тощо.